# 第66回高松宮記念杯競輪
第66回高松宮記念杯競輪は、2015年6月18日から21日まで、岸和田競輪場にて開催された、競輪のGI競走である。

## 決勝戦

### 競走成績
- 6月21日（日）[1][2]
- 誘導員…中澤央治（大阪）

| 着順 | 車番 | 選手       | 登録地 | 着差    | 決まり手 | 上がり(秒) | H/B | 特記 |
| ---- | ---- | ---------- | ------ | ------- | -------- | ---------- | --- | ---- |
| 1    | 1    | 武田豊樹   | 茨城   |         | 差し     | 11.2       |     |      |
| 2    | 7    | 稲垣裕之   | 京都   | 1車身   | 捲くり   | 11.4       | B   |      |
| 3    | 4    | 佐藤慎太郎 | 福島   | 1/2車身 |          | 11.2       |     |      |
| 4    | 2    | 村上義弘   | 京都   | 3/4車身 |          | 11.4       |     |      |
| 5    | 9    | 石井秀治   | 千葉   | 1/2車身 |          | 11.1       |     |      |
| 6    | 6    | 松岡貴久   | 熊本   | 1車輪   |          | 11.3       |     |      |
| 7    | 3    | 岩津裕介   | 岡山   | 3/4車身 |          | 11.4       |     |      |
| 8    | 5    | 平原康多   | 埼玉   | 4車身   |          | 11.9       |     |      |
| 9    | 8    | 脇本雄太   | 福井   | 大差    |          | 14.4       | H   |      |

### 配当金額
| 枠番二連勝 | 複式   | 1=5   | 840円   |
| 枠番二連勝 | 単式   | 1-5   | 1,700円 |
| 車番二連勝 | 複式   | 1=7   | 760円   |
| 車番二連勝 | 単式   | 1-7   | 1,850円 |
| 三連勝     | 複式   | 1=4=7 | 2,990円 |
| 三連勝     | 単式   | 1-7-4 | 9,940円 |
| ワイド     | ワイド | 1=7   | 310円   |
| ワイド     | ワイド | 1=4   | 460円   |
| ワイド     | ワイド | 4=7   | 950円   |

### レース概要
脇本の主導権で最終ホームを通過。1コーナーからの平原の反撃に対して、稲垣は番手捲り。ここで平原の稲垣後位の村上を退かそうとし、両者でもつれる。バックで自力に転じた武田が稲垣を直線で追い込み、2度目の宮杯制覇でGI6勝目。

## 特記事項
- 岸和田でのビッグレース開催は、昨年12月末の「KEIRINグランプリ2014（GP）」以来で、この大会としては、2013年（第64回大会）以来2年ぶり2回目。
- 決勝戦の地上波中継は無かったが、代替としてBS朝日では「第66回高松宮記念杯競輪中継 S級探偵社」にて中継された[4][5]。
- 表彰式では彬子女王が、優勝者の武田にカップを授与した[6]。
- 目標額は105億円だったが、シリーズ四日間の総売上は99億1106万5900円[7]。前年大会（宇都宮）を上回った（105.4%）が、目標には届かなかった[8]。

### 競走データ
- 3日目の第6R、1周目の4角で落車した大槻寛徳がすぐに再乗し、1周以上遅れた状態で追いかけ、打鐘で自身のラインに追いついたという事象があった（9着）[9][10]。2005年大会（大津びわこ）の初日第4Rでも、1周目の1角で乗り上げた手島慶介が再乗して間に合った例がある（3着）[11][12][13]。
- 最終日の第9Rに「ガールズケイリンコレクション」が実施されたため一つずれて、決勝戦が「第12R[14]」となった。決勝メンバー中、今回がGI初の決勝進出だったのは石井秀治のみ[15]。